# Primas Miranda
Primas Miranda foi uma dupla de cantoras de música sertaneja do Brasil.

## Carreira
Em 1959, as primas e cantoras Sérgia e Maria do Carmo gravaram as músicas "Aliança Contrariada" e "Gotinhas de Saudade".
A dupla participou de diversos programas de rádio e televisão e fizeram shows pelo Brasil.
Em 1964, a dupla se afastou do mundo artístico e só retornaram no início dos anos 2000, gravando um novo CD com alguns sucessos delas e de outros compositores.

## Integrantes
Maria do Carmo S'Antana Cippolli, nasceu em Catanduva, São Paulo, a 20 de junho de 1940.
Sérgia Aparecida Miranda Pontes Câmara, nasceu em Catanduva, São Paulo, a 8 de abril de 1940.